# Мосоти, Льюис
Льюис Мосоти — кенийский бегун на длинные дистанции, который специализируется в беге на 10 000 метров. Бронзовый призёр чемпионата Африки 2012 года с личным рекордом. На чемпионате вооружённых сил Кении 2008 года занял 7-е место с результатом 29.05,6. Серебряный призёр чемпионата Кении 2012 года с результатом 27.53,94. Бронзовый призёр чемпионата Кении среди военных сил обороны с результатом 28.42,0. Занял 5-е место на 4-м этапе чемпионата Кении по кроссу в беге на 12 километров.
Победитель 10-километрового кросса на Африканских военных играх 2011 года.